# Universitat de Maryland
La Universitat de Maryland a College Park (en anglès, University of Maryland, College Park) és una universitat pública situada a College Park, Maryland, Estats Units, dins de l'àrea metropolitana de Washington DC. És la universitat més gran i més prestigiosa del sistema universitari de l'estat de Maryland

## Història
La Universitat va ser fundada en 1856 com a Col·legi Agrícola de Maryland (Maryland Agricultural College), originalment dedicat a estudis agraris. En 1858, George Benedict Calvert va comprar 1.7 km² de la Plantació de Riversdale, en el Comtat de Prince George's, per a construir-hi el futur campus de la universitat. El 5 octubre de 1859, els primers 34 estudiants es van matricular a la universitat, entre els quals quatre fills de George Benedict Calvert, George, Charles, William, i Eugene.

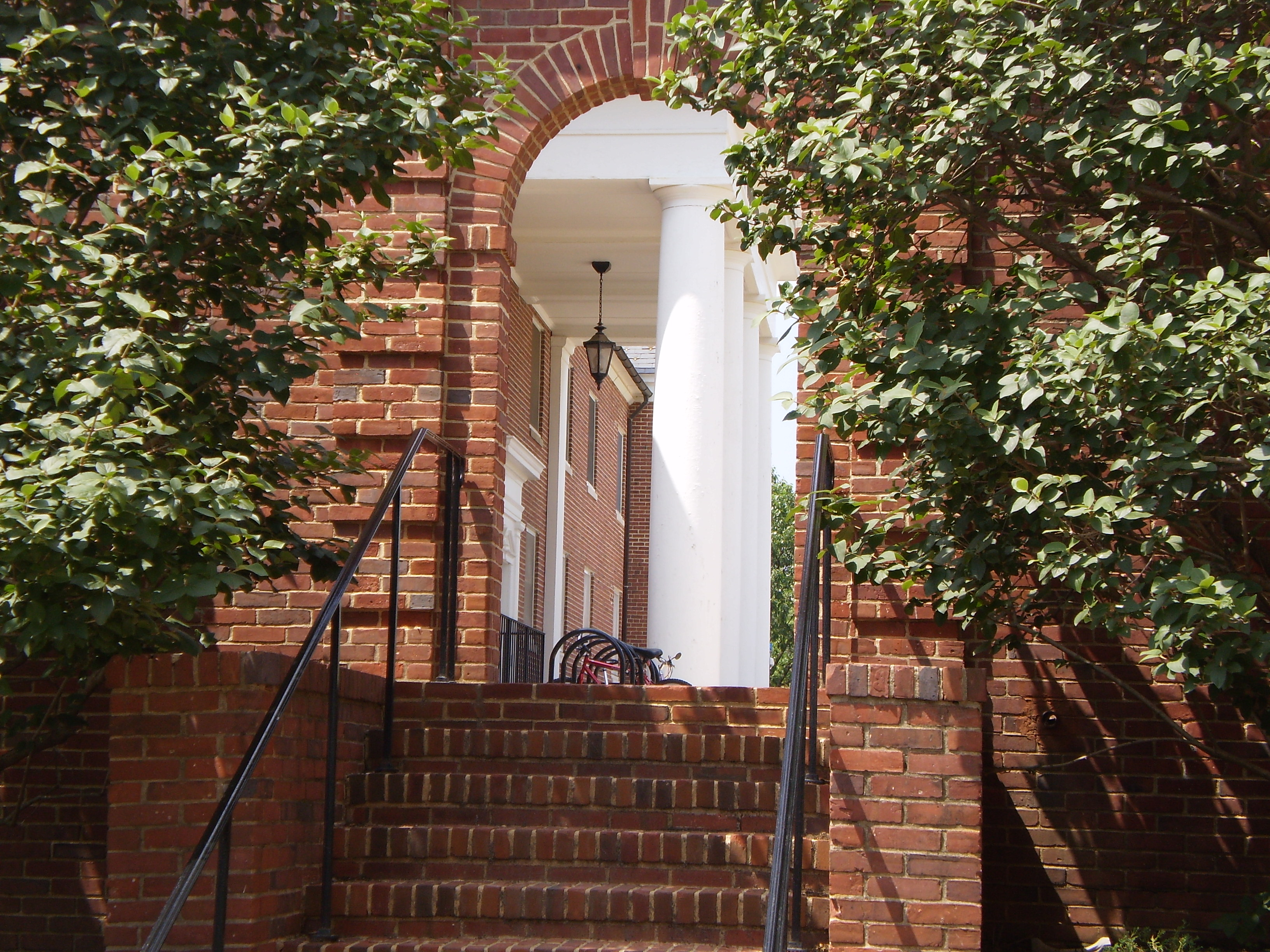
Entrada a la banda sud del campus

El mateix any, el president americà, Abraham Lincoln, va signar el Morrill Land Grant Act, que donava diners federals a universitats que entrenaven estudiants en agricultura, enginyeria, o instrucció militar. Aprofitant això, el Col·legi d'Agricultura de Maryland es va convertir en una universitat land-grant el febrer de 1864.
Durant la Guerra Civil, la universitat tenia una simpatia notable per la causa Sudista, tot i que l'estat de Maryland va romandre dins de la Unió. L'estiu de 1864, 400 soldats de la Confederació sota el General Bradley T. Johnson es van acampar al campus en preparació per un atac a Washington, i, l'endemà, van anar a tallar cables de comunicació entre Washington i Baltimore.
Degut en part a la guerra i també a una reducció en la matriculació, la universitat va entrar en decadència. Per tant, el campus va ser utilitzat per un institut privat durant dos anys, fins que la Legislatura de Maryland la va rescatar en 1866. L'estat també va prendre control parcial de la institució, i la universitat va reobrir l'octubre de 1867 amb 11 estudiants.
El Novembre de 1912, mentrestant els estudiants ballaven per celebrar el Dia d'acció de gràcies, tot el campus—menys Morrill Hall— va ser destruït en el Gran Incendi de 1912 probablement provocat pel cablejat elèctric defectuós.
El 1916, l'estat de Maryland va prendre control total de la institució, que va ser rebatejada Col·legi estatal de Maryland (Maryland State College). En 1920, es va fusionar amb unes escoles a Baltimore per formar la Universitat de Maryland.

## Facultats

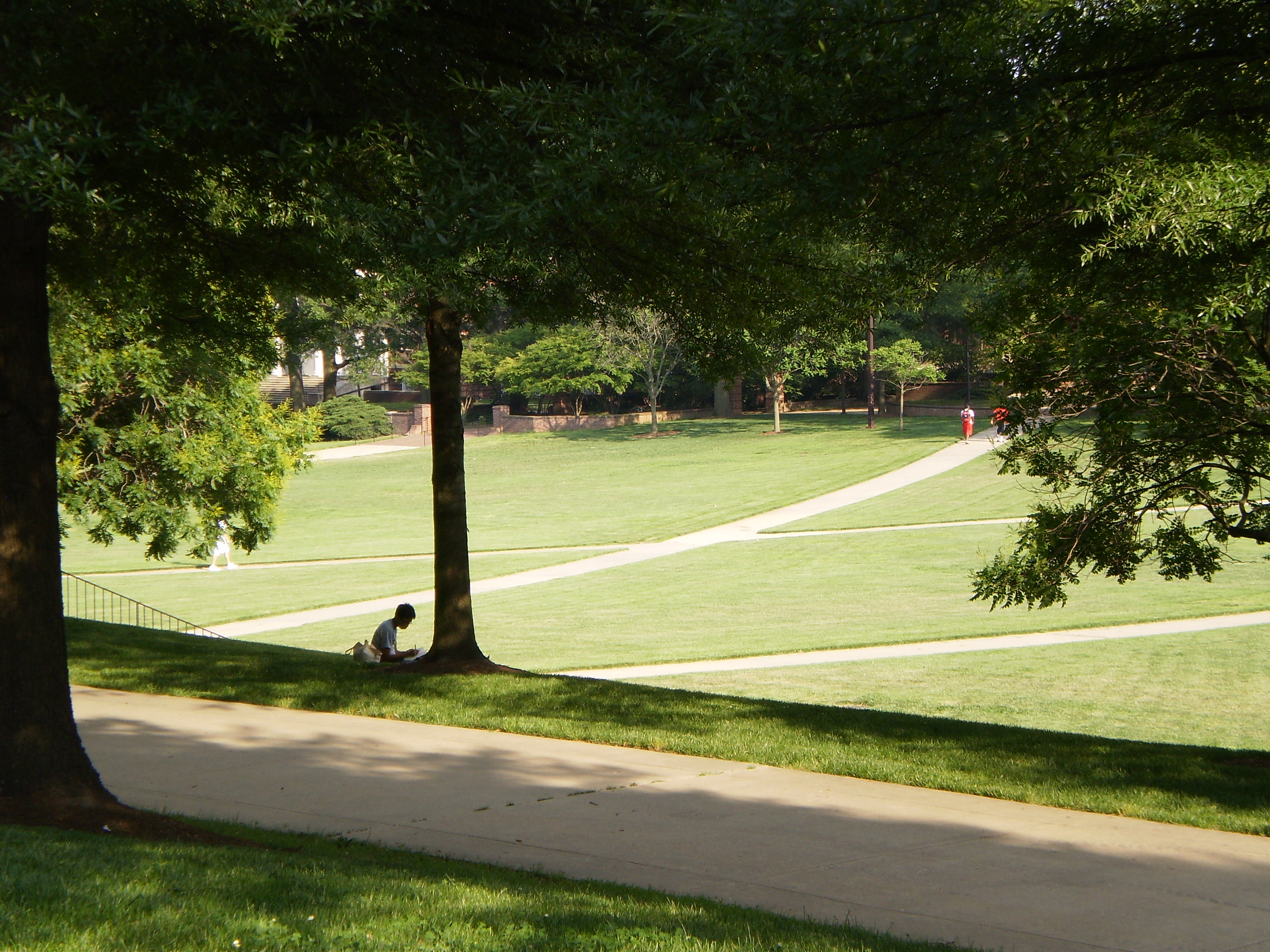
Estudiant treballant al centre del campus

La Universitat de Maryland ofereix 127 programes de llicenciatura i 112 programes de postgrau en catorze facultats:
| - A. James Clark School of Engineering - College of Agriculture and Natural Resources - College of Arts and Humanities - School of Music - College of Behavioral and Social Sciences - College of Computer, Mathematical, and Natural Sciences - College of Education | - College of Information Studies - Philip Merrill College of Journalism - Robert H. Smith School of Business - School of Architecture, Planning & Preservation - School of Public Health - Office of Undergraduate Studies - School of Public Policy |

## Programes
La universitat també ofereix programes anomenats Living and Learning (viure i aprendre). Ja que, a les universitats nord-americanes els alumnes solen viure el campus, aquest programa els permet de conviure amb alumnes amb interessos acadèmics semblants. Els estudiants que participen en aquest programa poden viure en les mateixes resedències que altres estudiants del programa, es poden matricular en classes especials, i poden fer investigacions en les àrees que els interessen.

## Transportació
Gràcies a la proximitat de les ciutats de Washington i Baltimore, la Universitat de Maryland compta amb moltes infraestructures de transport. A prop del campus hi ha l'estació "College Park-U of Md." del Metro de Washington i MARC. Amb el metro, es pot accedir als ferrocarrils Amtrak (per Union Station a Washington) i els tres grans aeroports regionals: Dulles, BWI, i Washington National. A més, hi ha un petit aeroport a la ciutat de College Park —el més antic del món—tot i que no compta amb vols comercials.
La universitat té la seva pròpia xarxa d'autobusos, anomenat "Shuttle-UM," gratuïta per estudiants, professors, i treballadors. La xarxa passa per tots els barris de College Park, l'estació de Metro, i també per alguns municipis veïns.

## Esports

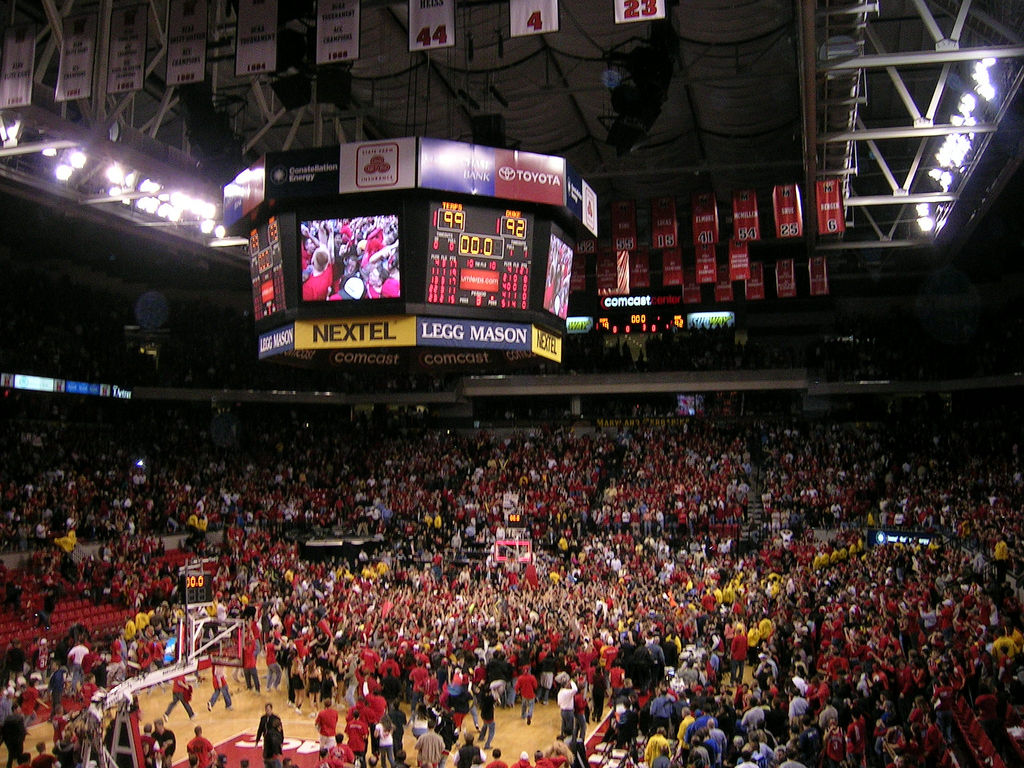
Celebracions al Comcast Center, després d'un partit de bàsquet contra Duke al 2007

Com moltes universitats nord-americans, la universitat té molts equips esportius. Avui en dia, la universitat compta amb 27 equips en esports diversos per a homes i dones. Els equips de la universitat reben el nom de Terrapins (o, afectuosament, Terps), una espècie de tortuga autòctona a l'estat que serveix de símbol de la Universitat de Maryland.
Des de l'inici dels esports interuniversitaris, Maryland ha guanyat 40 títols nacionals, notablement en lacrosse, hoquei sobre herba femení, futbol, i el campionat de bàsquet masculí de 2002.

## Alumnes notables
- Carl Bernstein, un dels periodistes que va revelar l'escàndol Watergate
- Sergey Brin, cofundador de Google
- Larry David, productor del programa de televisió Seinfeld
- Jim Henson, creador dels Muppets
- Steny Hoyer, antic Líder de la Majoria a la Cambra de Representants
- Jamal Nazrul Islam, físic
- Kevin Plank, fundador i president de Under Armour
- Jim Walton, president i executiu en cap de CNN

Dos alumnes de Maryland han guanyat el premi Nobel, Raymond Davis, Jr. (premi Nobel de física de 2002) i Herbert Hauptman (premi Nobel de química de 1985). A més, Charles Fefferman va guanyar la Medalla Fields en 1978.